# All-Star Game de la NBA 1985
El 35º All-Star Game de la NBA se disputó el día 10 de febrero de 1985 en el Hoosier Dome de la ciudad de Indianápolis, Indiana. El equipo de la Conferencia Este estuvo dirigido por K. C. Jones, entrenador de Boston Celtics y el de la Conferencia Oeste por Pat Riley, de Los Angeles Lakers. La victoria correspondió al equipo del Oeste, por 140-129, siendo elegido MVP del All-Star Game de la NBA el pívot de Houston Rockets Ralph Sampson, que consiguió 24 puntos y 10 rebotes en 29 minutos de juego. El partido fue seguido en directo por 43.146 espectadores, lo que supuso un récord de asistencia a un All-Star.

## Estadísticas

### Conferencia Oeste
| CONFERENCIA OESTE   |        |     |     |     |     |     |     |     |     |
| Jugador             | Equipo | MIN | TCA | TCI | TLA | TLI | REB | AST | PTS |
| Adrian Dantley      | UTA    | 23  | 2   | 6   | 6   | 6   | 2   | 1   | 10  |
| Ralph Sampson       | HOU    | 29  | 10  | 15  | 4   | 6   | 10  | 1   | 24  |
| Kareem Abdul-Jabbar | LAL    | 23  | 5   | 10  | 1   | 2   | 6   | 1   | 11  |
| Earvin Johnson      | LAL    | 31  | 7   | 14  | 7   | 8   | 5   | 15  | 21  |
| George Gervin       | SA     | 25  | 10  | 12  | 3   | 4   | 3   | 1   | 23  |
| Alex English        | DEN    | 14  | 0   | 3   | 0   | 0   | 2   | 1   | 0   |
| Norm Nixon          | LAC    | 19  | 5   | 7   | 1   | 2   | 2   | 8   | 11  |
| Larry Nance         | PHO    | 15  | 7   | 8   | 2   | 2   | 5   | 0   | 16  |
| Rolando Blackman    | DAL    | 23  | 7   | 14  | 1   | 2   | 3   | 2   | 15  |
| Jack Sikma          | SEA    | 12  | 0   | 2   | 0   | 0   | 2   | 0   | 0   |
| Calvin Natt         | DEN    | 11  | 1   | 3   | 1   | 2   | 3   | 1   | 3   |
| Hakeem Olajuwon     | HOU    | 15  | 2   | 2   | 2   | 6   | 5   | 1   | 6   |
| Totales             |        | 240 | 56  | 96  | 28  | 40  | 48  | 32  | 140 |

MIN: Minutos. TCA: Tiros de campo anotados. TCI: Tiros de campo intentados. TLA: Tiros libres anotados. TLI: Tiros libres intentados. REB: Rebotes. AST: Asistencias. PTS: Puntos

### Conferencia Este
| CONFERENCIA ESTE       |        |     |     |     |     |     |     |     |     |
| Jugador                | Equipo | MIN | TCA | TCI | TLA | TLI | REB | AST | PTS |
| Julius Erving          | PHI    | 23  | 5   | 15  | 2   | 2   | 4   | 3   | 12  |
| Larry Bird             | BOS    | 31  | 8   | 16  | 5   | 6   | 8   | 2   | 21  |
| Moses Malone           | PHI    | 33  | 2   | 10  | 3   | 6   | 12  | 1   | 7   |
| Isiah Thomas           | DET    | 25  | 9   | 14  | 1   | 1   | 2   | 5   | 22  |
| Michael Jordan         | CHI    | 22  | 2   | 9   | 3   | 4   | 6   | 2   | 7   |
| Micheal Ray Richardson | NJ     | 13  | 2   | 8   | 1   | 2   | 2   | 1   | 5   |
| Robert Parish          | BOS    | 10  | 2   | 5   | 0   | 0   | 6   | 1   | 4   |
| Bernard King           | NY     | 22  | 6   | 10  | 1   | 2   | 7   | 1   | 13  |
| Sidney Moncrief        | MIL    | 22  | 1   | 5   | 6   | 6   | 5   | 4   | 8   |
| Terry Cummings         | MIL    | 16  | 7   | 17  | 3   | 4   | 7   | 0   | 17  |
| Dennis Johnson         | BOS    | 12  | 3   | 7   | 2   | 2   | 6   | 3   | 8   |
| Bill Laimbeer          | DET    | 11  | 2   | 4   | 1   | 2   | 3   | 1   | 5   |
| Totales                |        | 240 | 49  | 120 | 28  | 37  | 68  | 24  | 129 |

MIN: Minutos. TCA: Tiros de campo anotados. TCI: Tiros de campo intentados. TLA: Tiros libres anotados. TLI: Tiros libres intentados. REB: Rebotes. AST: Asistencias. PTS: Puntos

## Sábado

### Concurso de Mates
| Jugador                      | Primera ronda  | Semifinales    | Final          |
| ---------------------------- | -------------- | -------------- | -------------- |
| Dominique Wilkins (Atlanta)  | 145 (47+49+49) | 140 (48+45+47) | 147 (47+50+50) |
| Michael Jordan (Chicago)     | 130 (44+42+42) | 142 (45+47+50) | 136 (43+44+49) |
| Terence Stansbury (Indiana)  | 130 (46+50+34) | 136 (49+48+39) |                |
| Julius Erving (Philadelphia) | EXENTOa        | 132 (43+44+45) |                |
| Larry Nance (Phoenix)        | EXENTOa        | 131 (42+47+42) |                |
| Darrell Griffith (Utah)      | 126 (38+42+46) |                |                |
| Orlando Woolridge (Chicago)  | 124 (40+43+41) |                |                |
| Clyde Drexler (Portland)     | 122 (39+39+44) |                |                |

aErving y Nance fueron exentos en la primera ronda al ser finalistas el año anterior.